# Torneo internacional de ajedrez Ciudad de Linares

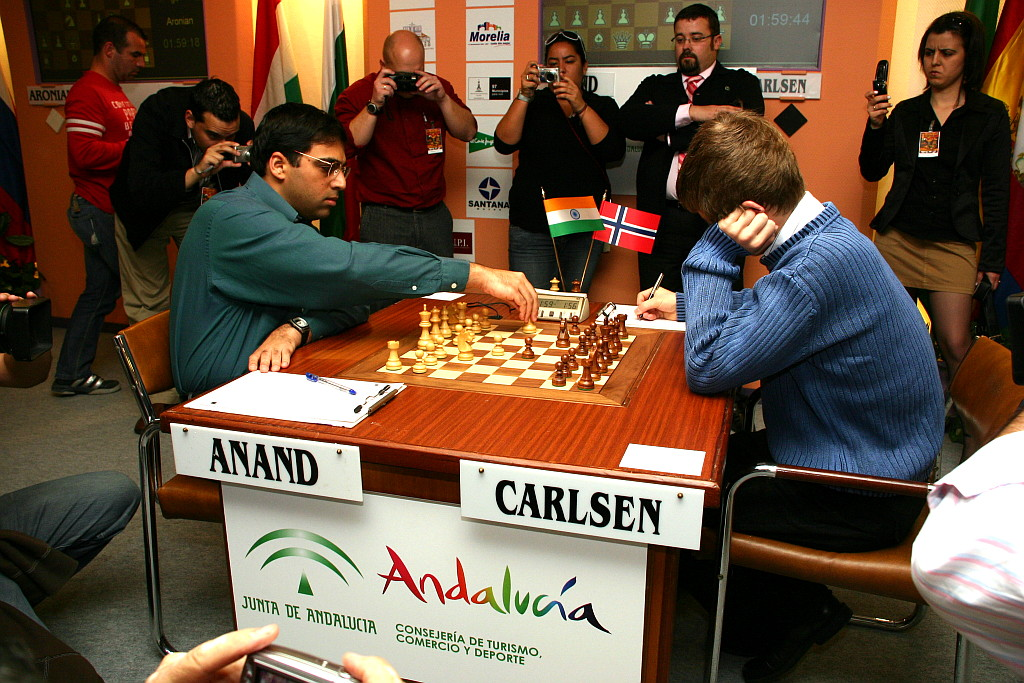
Viswanathan Anand vs. Magnus Carlsen durante la 10.ª ronda del XXIV Torneo Intercontinental de Ajedrez Linares - Morelia 2007 el 4 de marzo de 2007.

El Torneo Internacional de Ajedrez Ciudad de Linares (Jaén, España) fue uno de los torneos de ajedrez más prestigiosos del panorama internacional, denominado con frecuencia como el "Wimbledon" del ajedrez.

## Historia
La primera edición del torneo fue en 1978. En esta primera edición fue la única en que participó un jugador jiennense, Viriato Pacheco. Desde entonces se celebró de manera ininterrumpida los años impares hasta 1987, año en que Linares acogió el encuentro final de candidatos al título mundial entre Anatoly Karpov y Andrei Sokolov. A partir de 1988 el torneo se ha venido celebrando todos los años (a excepción de 1996 en el que la ciudad acogió el Campeonato del mundo de ajedrez femenino).
El creador y organizador del torneo fue Luis Rentero, al que corresponde el mérito haber reunido a los mejores ajedrecistas del mundo en cada una de sus ediciones, últimamente la organización pasó a las autoridades locales, manteniéndolo por la brillantez del mismo y su categoría mundial.
La edición de 2005 pasará a la historia porque Gari Kaspárov, tras proclamarse ganador, anunció su retirada del ajedrez profesional en la rueda de prensa posterior al torneo. Aunque ha vuelto al tablero en el 2009, celebrando un encuentro con su compatriota Anatoly Karpov.
Entre los años 2006 y el 2008, el torneo se disputó en dos sedes: las primeras 7 rondas se disputaron en Morelia (México) y las 7 rondas finales en Linares (Jaén) (España). En 2009 el torneo se volvió a desarrollar únicamente en Linares.
La XXVII edición, en 2010, fue la última celebrada, debido principalmente a la crisis económica, y respaldado por la decisión de Juan Fernández, alcalde de Linares, por lo que el certamen ha sido suspendido de manera indefinida.

## Resultados

### XXIV Torneo Internacional de Ajedrez Linares - Morelia 2007
Las 4 victorias de Anand, Carlsen y Morozévich, logran que ocupen las primeras posiciones.
| 1.º | Viswanathan Anand    | 8.5 puntos | (+4 = 9 -1)  |
| 2.º | Magnus Carlsen       | 7.5 puntos | (+4 = 7 -3)  |
| 3.º | Aleksandr Morozévich | 7.5 puntos | (+4 = 7 -3)  |
| 4.º | Levon Aronian        | 7 puntos   | (+1 =12 -1)  |
| 5.º | Piotr Svidler        | 7 puntos   | (+1 =12 -1)  |
| 6.º | Vasili Ivanchuk      | 6.5 puntos | (+2 = 9 -3)  |
| 7.º | Veselin Topalov      | 6 puntos   | (+1 = 10 -3) |
| 8.º | Péter Lékó           | 6 puntos   | (+1 = 10 -3) |

|   | Jugador               | Jugador             | ELO  | 1  | 2  | 3  | 4  | 5  | 6  | 7  | 8  | Total | ELO  |
| - | --------------------- | ------------------- | ---- | -- | -- | -- | -- | -- | -- | -- | -- | ----- | ---- |
| 1 | Anand, Viswanathan    | Bandera de la India | 2779 | -  | 11 | ½½ | 0½ | ½½ | ½½ | 1½ | 1½ | 8.5   | 2820 |
| 2 | Carlsen, Magnus       | Bandera de Noruega  | 2690 | 00 | -  | ½½ | ½½ | 1½ | 11 | 1½ | ½0 | 7.5   | 2782 |
| 3 | Morozévich, Aleksandr | Bandera de Rusia    | 2741 | ½½ | ½½ | -  | == | =1 | =1 | 01 | =1 | 7.5   | 2775 |
| 4 | Aronian, Levon        | Bandera de Armenia  | 2744 | 1½ | ½½ | == | -  | == | 0= | == | == | 7.0   | 2745 |
| 5 | Svidler, Piotr        | Bandera de Rusia    | 2728 | ½½ | 0½ | =0 | == | -  | == | == | =1 | 7.0   | 2748 |
| 6 | Ivanchuk, Vasili      | Bandera de Ucrania  | 2750 | ½½ | 00 | =0 | 1= | == | -  | 1= | == | 6.5   | 2715 |
| 7 | Topalov, Veselin      | Bandera de Bulgaria | 2783 | 0½ | 0½ | 10 | == | == | 0= | -  | == | 6.0   | 2690 |
| 8 | Lékó, Péter           | Bandera de Hungría  | 2749 | 0½ | ½1 | =0 | == | =0 | == | == | -  | 6.0   | 2695 |

### XXV Torneo Internacional de Ajedrez Linares - Morelia 2008
- Del 14 de febrero al 8 de marzo de 2008.

| 1.º | Viswanathan Anand | 8.5 puntos | (+4 = 9 -1) |
| 2.º | Magnus Carlsen    | 8 puntos   | (+5 = 6 -3) |
| 3.º | Veselin Topalov   | 7.5 puntos | (+5 = 5 -4) |

### XXVI Torneo Internacional de Ajedrez Linares 2009
|   | Player             | Rating | 1  | 2  | 3  | 4  | 5  | 6  | 7  | 8  | Total |      |
| - | ------------------ | ------ | -- | -- | -- | -- | -- | -- | -- | -- | ----- | ---- |
| 1 | Alexander Grischuk | 2733   | ** | == | =0 | == | 1= | 1= | 1= | == | 8.0   | 2809 |
| 2 | Vasili Ivanchuk    | 2779   | == | ** | == | == | == | == | 11 | == | 8.0   | 2802 |
| 3 | Magnus Carlsen     | 2776   | =1 | == | ** | 1= | =0 | == | =0 | =1 | 7.5   | 2781 |
| 4 | Viswanathan Anand  | 2791   | == | == | 0= | ** | 1= | 1= | 0= | == | 7.0   | 2750 |
| 5 | Wang Yue           | 2739   | 0= | == | =1 | 0= | ** | == | == | == | 6.5   | 2729 |
| 6 | Teimour Radjabov   | 2761   | 0= | == | == | 0= | == | ** | =1 | == | 6.5   | 2726 |
| 7 | Levon Aronian      | 2750   | 0= | 00 | =1 | 1= | == | =0 | ** | 1= | 6.5   | 2727 |
| 8 | Leinier Domínguez  | 2717   | == | == | =0 | == | == | == | 0= | ** | 6.0   | 2711 |

### XXVII Torneo Internacional de Ajedrez Linares 2010
Se celebró del 12 al 25 de febrero de 2010,

Participaron 6 jugadores,en una liga a doble vuelta , 10 rondas en total:
Campeón:Veselin Topalov---6,5 puntos
2.º clasificado Alexander Grischuk---6 puntos
3.ºLevon Aronian---5,5 puntos
4.ºVugar Gashimov---4 puntos
5.ºBorís Gélfand---4 puntos
6.ºFrancisco Vallejo Pons---4 puntos

## Ganadores del torneo
- 2010 Veselin Topalov
- 2009 Alexander Grischuk
- 2008 Viswanathan Anand
- 2007 Viswanathan Anand
- 2006 Levon Aronian
- 2005 Gari Kaspárov (misma puntuación que Veselin Topalov)
- 2004 Vladímir Krámnik
- 2003 Péter Lékó (misma puntuación que Vladímir Krámnik)
- 2002 Gari Kaspárov
- 2001 Gari Kaspárov
- 2000 Gari Kaspárov y Vladímir Krámnik
- 1999 Gari Kaspárov
- 1998 Viswanathan Anand
- 1997 Gari Kaspárov
- 1995 Vasili Ivanchuk
- 1994 Anatoli Kárpov
- 1993 Gari Kaspárov
- 1992 Gari Kaspárov
- 1991 Vasili Ivanchuk
- 1990 Gari Kaspárov
- 1989 Vasili Ivanchuk
- 1988 Jan Timman
- 1985 Ljubomir Ljubojević
- 1983 Borís Spaski
- 1981 Anatoli Kárpov
- 1979 Larry Christiansen
- 1978 Jaan Eslon